# トロゴンテリーゾウ
トロゴンテリーゾウ、またはステップマンモス（英語: Steppe mammoth 、ロシア語: Степно́й ма́монт ）は中期更新世（チバニアン）または後期更新世の初頭の最終氷期にかけて絶滅した化石種の長鼻目（マンモス）であり、本種または近縁種はケナガマンモスやコロンビアマンモスなどの祖先種および原種だとされる。学名は、マンムートゥス・トロゴンテリイ（ラテン語: Mammuthus  trogontherii ）。

## 名称
標準的な英名はステップマンモス（Steppe mammoth）であるが、他にも本種または関連種がショウカコウマンモス（松花江マンモス）、ムカシマンモス、アルメニアゾウ、シガゾウ、プロキシムスゾウと呼ばれる場合もある。

## 分類

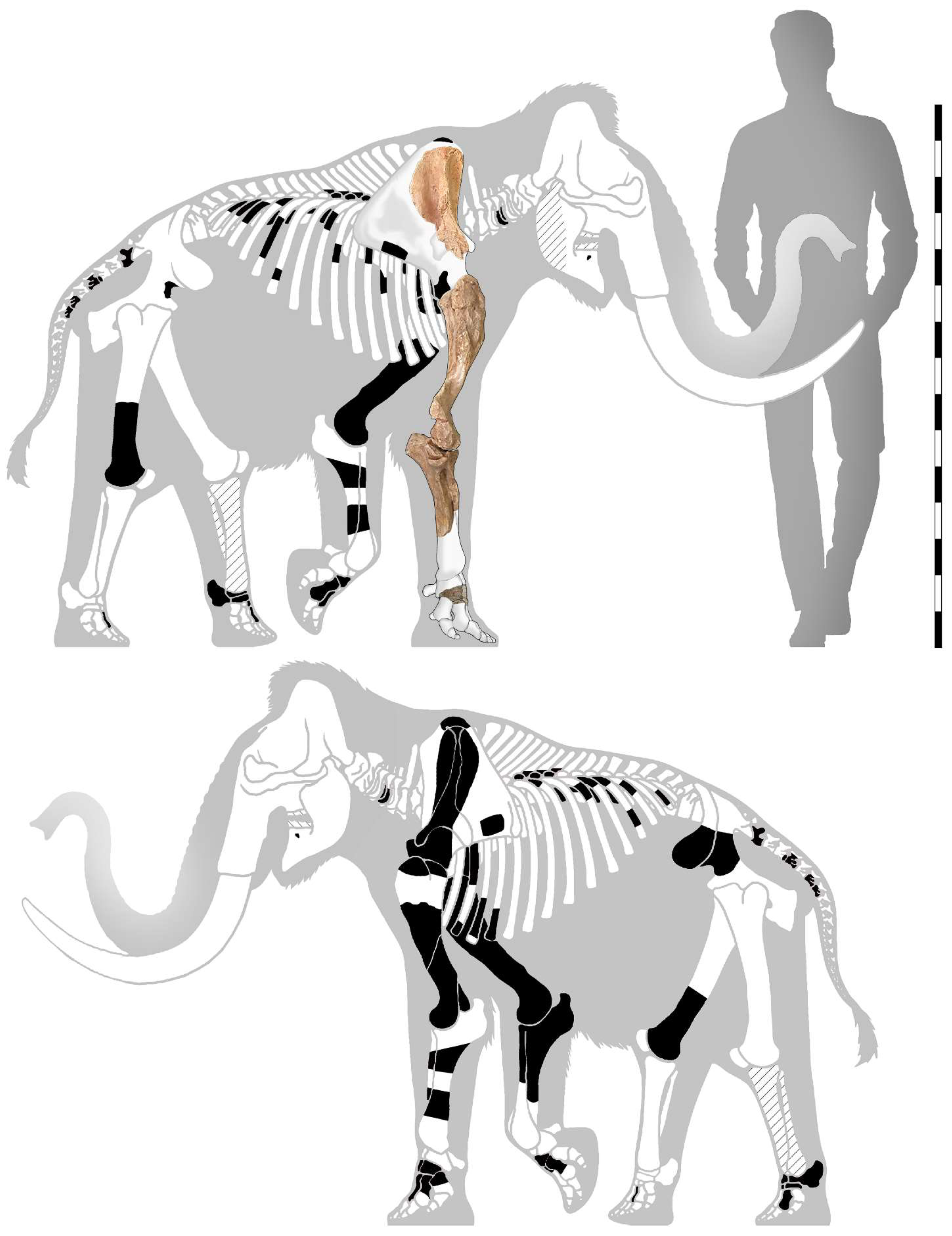
本種がサルデーニャ島で島嶼矮小化を経て小型化したドワーフゾウの一種であるサルデーニャマンモス。

前期 - 中期更新世（チバニアン）、または最終氷期まで生息した長鼻目（ゾウ）の一種であり、系統的にはメリジオナリスゾウ（南方マンモス/古マンモス）の子孫であり、本種または近縁種はケナガマンモスおよびコロンビアマンモスや、ドワーフゾウの一種であるサルデーニャマンモスの先祖および原種に当たると考えられている。
1980年に内モンゴルで発見された「ショウカコウマンモス（松花江マンモス Mammuthus sungari）」は現在この種に該当すると考えられる。また、サルデーニャマンモスの他にも本種の小型種と見られる化石が日本列島でも見付かっており、「ムカシマンモス」や「アルメニアゾウ」と呼ばれている。日本列島に分布した化石長鼻目の分類には不明瞭な点が多く、国内のトロゴンテリーゾウの標本もナウマンゾウなどの他の長鼻目との混同がされてきた。これらの日本産マンモスには大別して本種を含む「古型マンモスゾウ類」と（本種の子孫や亜種である）ケナガマンモスとが存在していた。また、前者はさらに「メリジオナリスゾウ型」と「シガゾウ型」と「プロキシムスゾウ型」に分けられる場合がある。
ムカシマンモスの命名を行ったのは松本彦七郎であり、1926年に房総半島で産出した標本を基に「Parelephas protomammonteus」として記載され、1931年には高井冬二によって「Parelephas trogontherii」、1978年には大塚裕之によって「Mammuthus protomammonteus」と呼ばれた。また、松本彦七郎と尾崎博は1959年にシガゾウを報告しており、これを亀井節夫は1966年にアジアゾウ属の「Elephas shigensis」として、大塚裕之は1978年に「Mammuthus paramammonteus」としており、両種の形態・年代的な判別は難しいものの、E. shigensis は形態的によりトロゴンテリーゾウに近く、（よりメリジオナリスゾウに近いとされる） M. paramammonteus がより進化した種として見なされている。同種と思われる化石種は1940年に徳永重康によって南西諸島の宮古島からも報告されており、当該標本は大塚弥之助によって同地で発見されたノロジカと共に再調査されている。
これらの他にも、シベリアや中国などに最終氷期まで生息していた可能性が指摘されている最後の個体群は「Khozarian steppe elephant (M. t. chosaricus)」と呼ばれる場合がある。

## 特徴

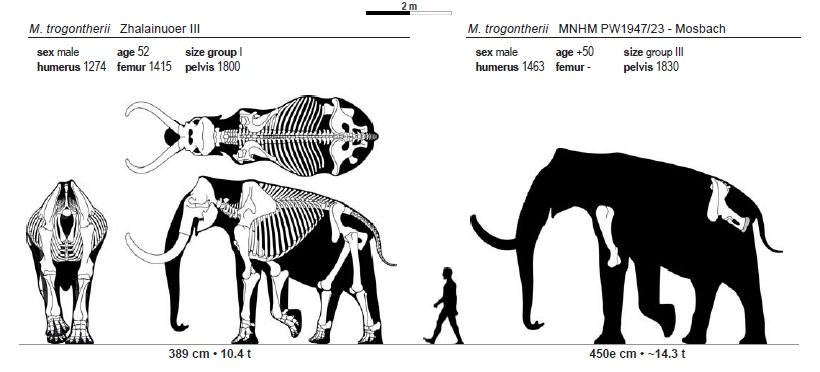
代表的な標本に基づいた人間との大きさの比較。

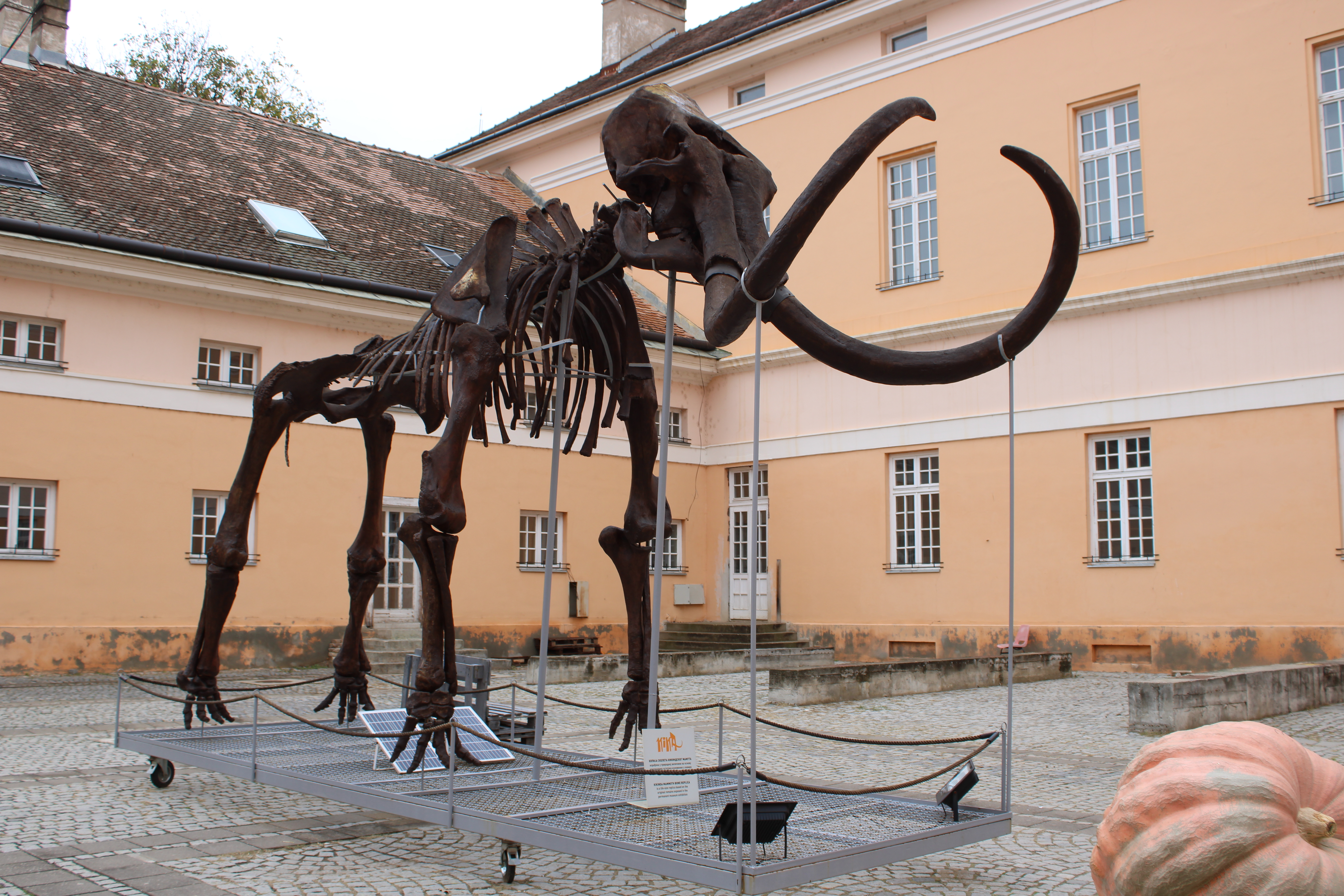
キキンダ国立博物館に展示されている「キキンダ・マンモス」の全身骨格のレプリカ。

性的二形によってオスは体と牙がメスよりも大型であったと推測されている。長鼻目の中でも最大級の部類に該当し、回帰分析による推測では、肩高約4.5メートル、体重約14.3トンにも及ぶと可能性がある標本も存在する。1996年にセルビア北部のキキンダで発見された約50万年前の化石「キキンダ・マンモス（Kikinda Mammoth）」は、全身の骨格の約90%が揃って発掘されたことから世界でも屈指の良好な標本であるとされる。この個体はメスでありながらも推定される大きさは体高約4.7メートル、体長約7メートル、体重約7トン、牙の長さが3.5メートルと非常に大型であった。
一方で、ブリテン諸島に分布した個体群は、島嶼矮小化を経ていたのかは不明ではあるが、オックスフォードシャーで発見された20万年前の標本群は肩高が推定で2.1-2.9メートル程とユーラシア大陸産の標本よりもかなり小型である。また、小型の関連種は日本列島や地中海のサルデーニャに生息しており、本種の子孫と思われるサルデーニャマンモスは推定肩高が1.4メートルと非常に小型であった。この他にも、ヨーロッパの個体群は中期更新世の末期にかけて小型化していったことが判明している。この個体群は子孫であるケナガマンモスとの交配を経ていた可能性があり、最終的にケナガマンモスに取って代わられたことが（気候変動や人類による影響と共に）本種がヨーロッパから衰退していった原因になった可能性がある。
歯冠は高く、また2本の牙は非常に長く5メートルに達した可能性もあるが、ケナガマンモスよりは湾曲の程度が低かったと思われる。先祖のメリジオナリスゾウよりも寒冷な気候に適応して長い体毛を持っていたと考えられるが、現在発見されている化石個体から推定される生息時代は約60万～30万年前の間氷期だったため、体毛の長さはケナガマンモスほどではなかったとされている。しかし、トロゴンテリーゾウはこの毛皮のために寒冷な環境にも適応した最初のマンモス属の一種であり、約100万年前の時点で本種の遺伝子には低温に耐える適応性が備わっていた。そして、後に出現したケナガマンモスはこれらの特性を受け継いだことによって繁栄を遂げたことが示唆されている。
主な生息環境はステップや森林地帯であったとされ、本種もケナガマンモスなどと共にマンモス・ステップの動物相「マンモス動物群」を構成していた可能性がある。

## 分布

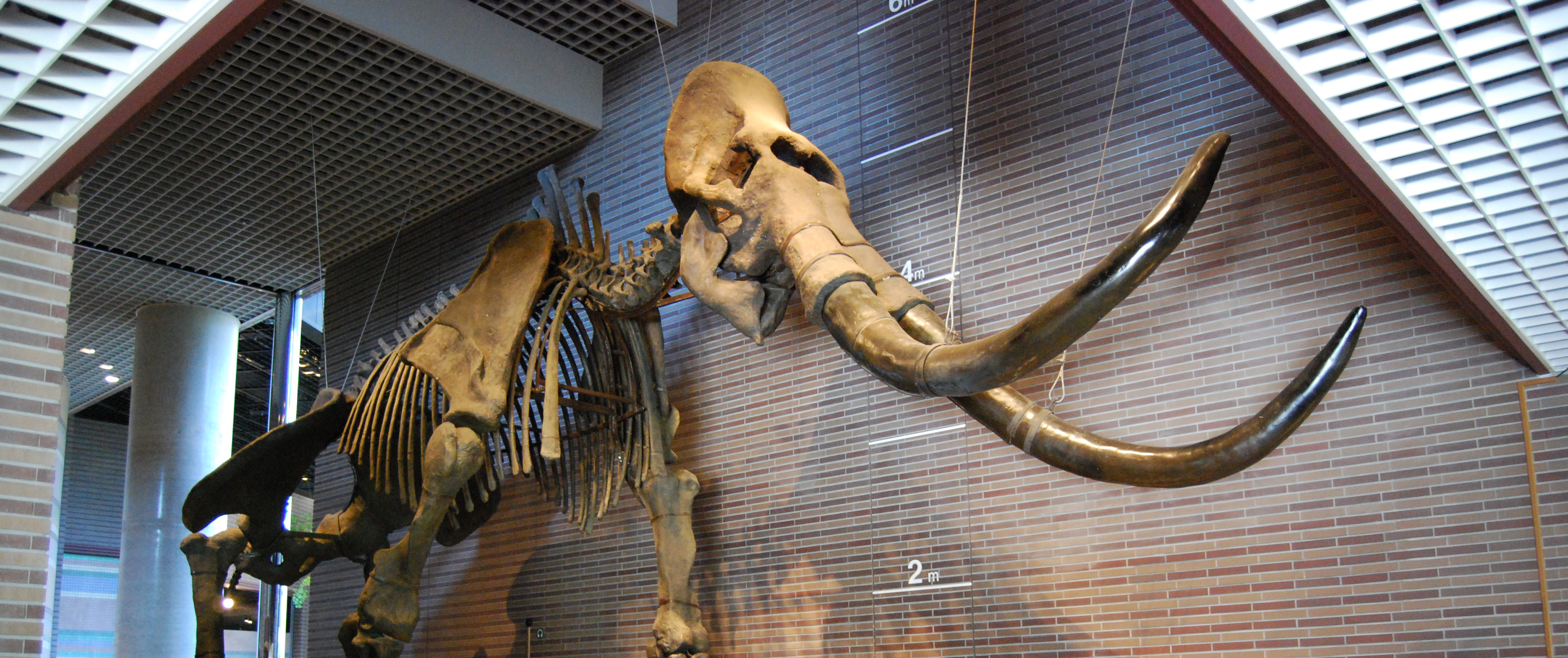
茨城県坂東市のミュージアムパーク茨城県自然博物館に展示されている松花江マンモスの全身骨格。本種は日本列島にも広く分布していた。

東アジアにいたメリジオナリスゾウの個体群に起源を持つと考えられており、本種の最古の化石は中国の河北省の約170万年前の地層から発見されており、さらに後年にもロシア・ノヴォシビルスクで全身骨格が発見されている他、1990年にはノーフォークで発見された「ウェスト・ラントン・マンモス」は、イギリスで最古のマンモスの標本であり、完全に近い全身骨格でも世界最大の一つとされている。また、ベーリング地峡の形成と共に北米大陸に渡ったトロゴンテリーゾウ（ステップマンモス）がコロンビアマンモスの先祖になったと推測されている。また、最後の生き残りであった「Khozarian steppe elephant (M. t. chosaricus)」もシベリアや中国の北部から南部などで最終氷期まで生存していた可能性がある。
氷期と間氷期のサイクルが繰り返される中での気候変動によって本種の分布が影響を受けていたと見なされている。このような条件下において、寒冷系の本種と温帯系のアンティクースゾウは（北海道におけるケナガマンモスとナウマンゾウのように）分布がせめぎ合っていた、または共存していた場合もあった可能性がある。ヨーロッパにおいて、トロゴンテリーゾウとアンティクースゾウは（トロゴンテリーゾウの先祖である）メリジオナリスゾウのニッチに取って代わって繁栄したと考えられている。
現在のユーラシア大陸の大部分に分布しており、本種またはサルデーニャマンモスなどの関連種の化石はブリテン諸島や地中海や日本列島でも発見されている。日本列島では北は北海道から南は宮古島までの広範囲で発見例が存在しており、一般的な知名度ではケナガマンモスに劣るものの国内産の標本数と分布の範囲ではトロゴンテリーゾウが上回っている。約70-50万年前には南西諸島と台湾まで南下していたものの、対照的に緯度が該当していたはずの同時期の中国大陸側の中国の南部では確認されていない。

## 絶滅
本種が絶滅した原因は厳密には不明であるが、最後の個体群が最終氷期まで生存していた可能性があることからも、人類や気候変動によって個体数や分布が減少したことも考えられる。ヨーロッパではこれらの影響の他にも子孫であり亜種であるケナガマンモスとの交配も発生したことが示唆されており、トロゴンテリーゾウは先祖であるメリジオナリスゾウのニッチをアンティクースゾウと共にヨーロッパで取って代わったが、トロゴンテリーゾウ自体も最終的には子孫であるケナガマンモスに取って代わられたことでヨーロッパから衰退していったと思われる。

## 関連画像

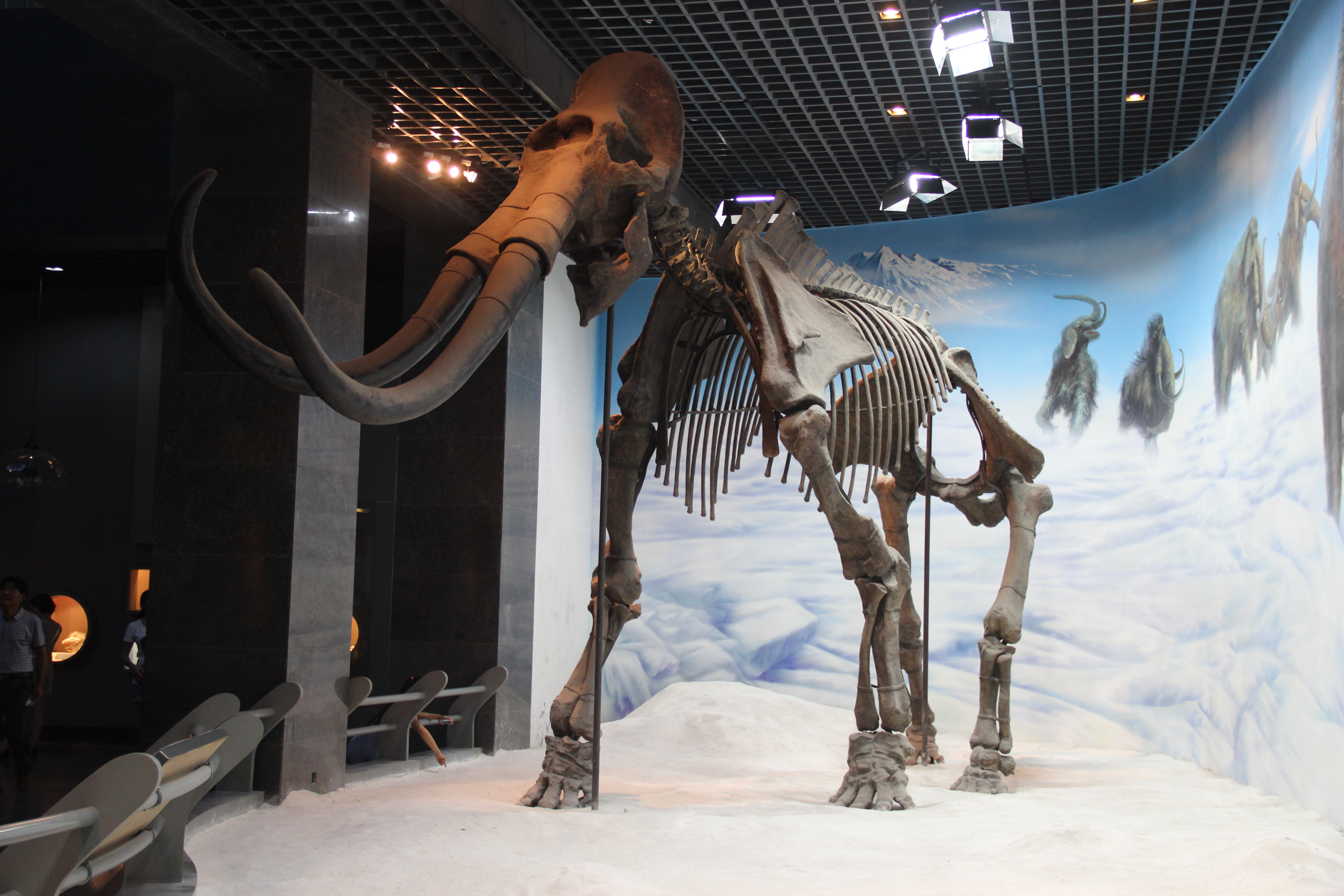
中華人民共和国（内モンゴル自治区）・フフホト市の内モンゴル博物館（英語版）に展示されているショウカコウマンモス（松花江マンモス）の骨格標本。
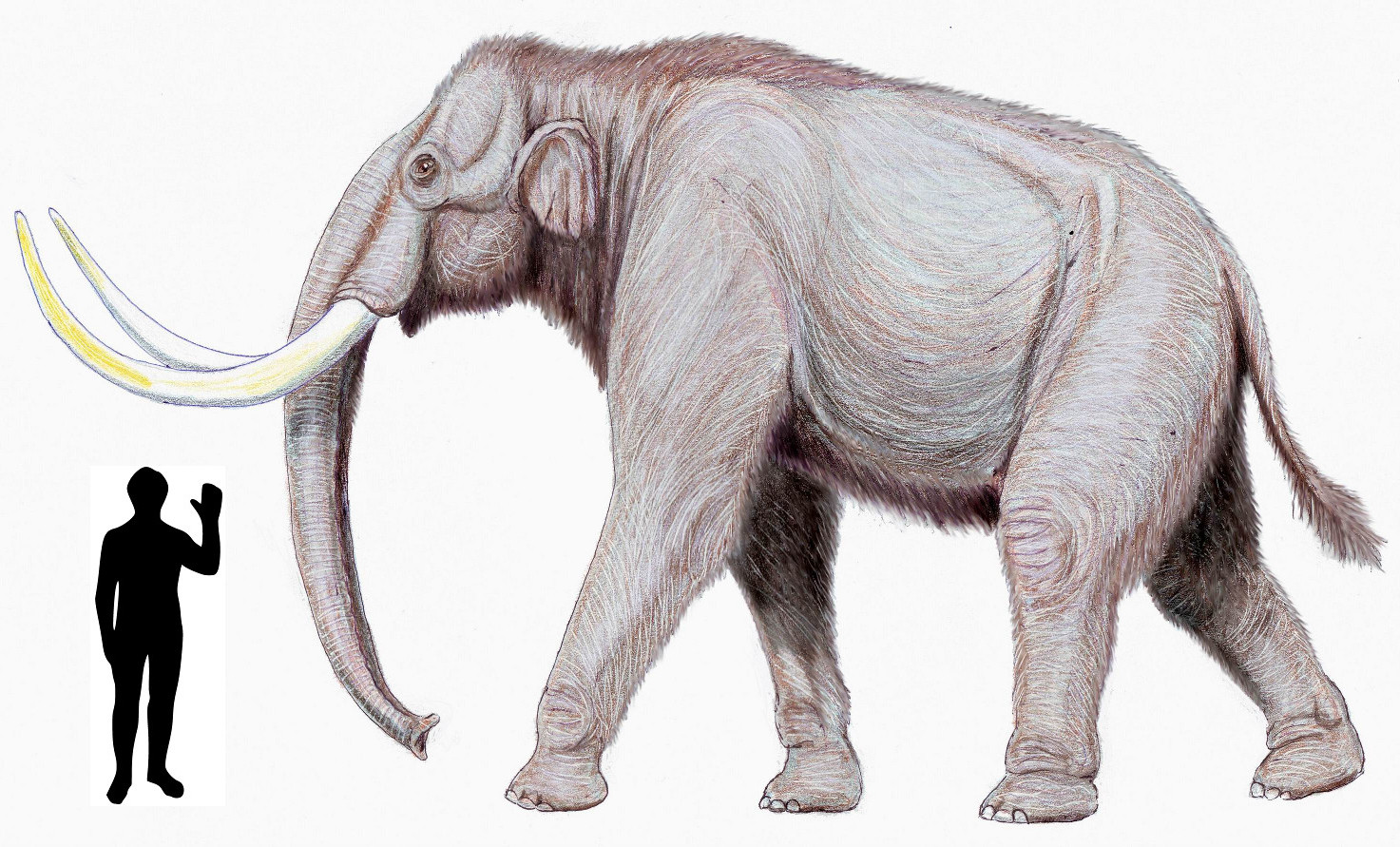
短い体毛を持つと仮定された場合の生体復元想像図と人間の大きさの比較。
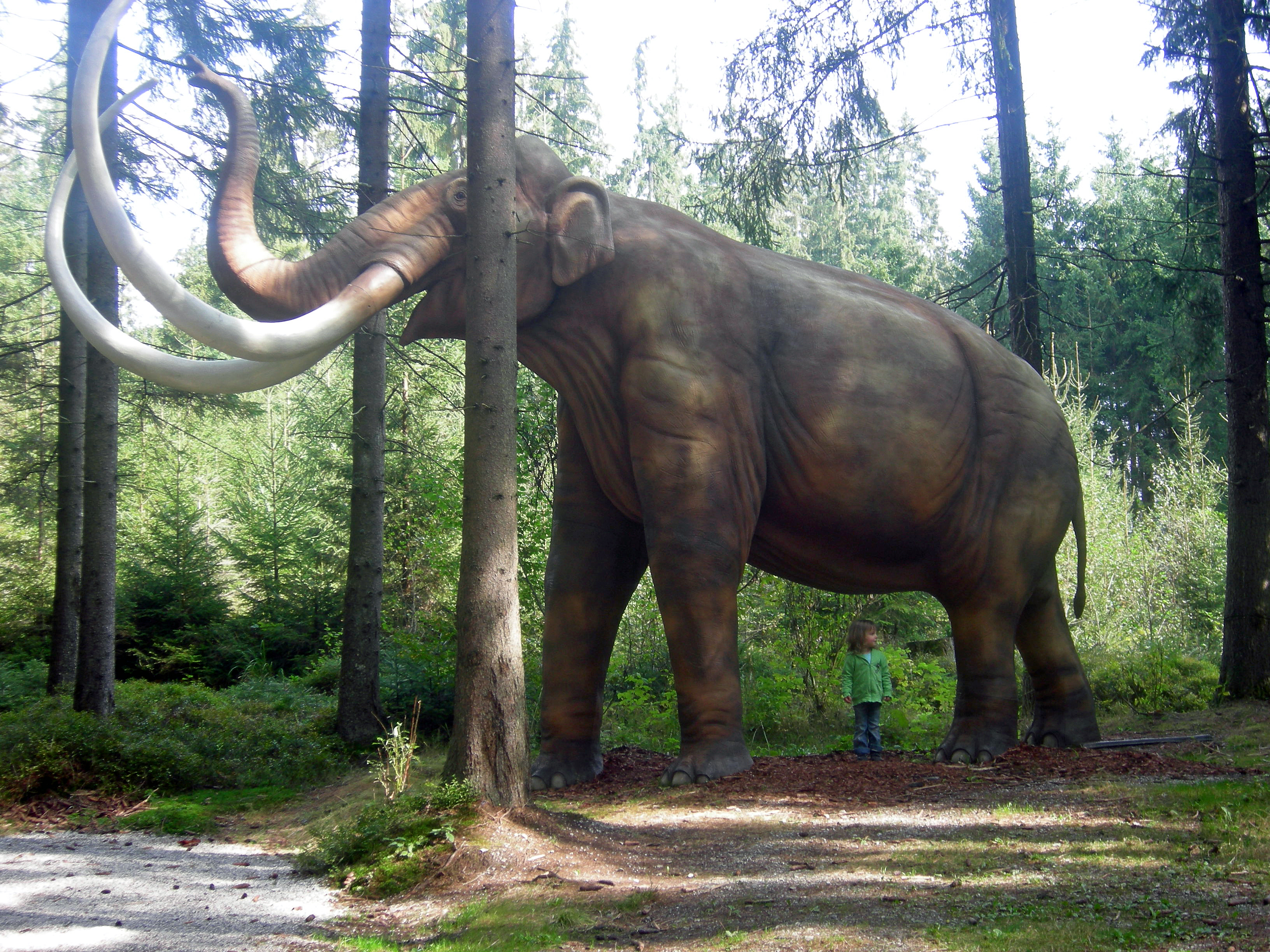
体毛を持たないと仮定された場合の生体復元模型。
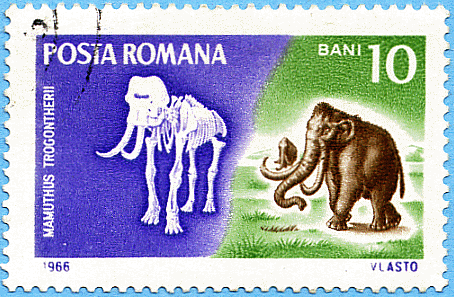
ルーマニアの切手に印刷されたトロゴンテリーゾウ。